# Talk About the Passion
Talk About the Passion è un brano della band statunitense R.E.M.. La canzone è il secondo singolo estratto dal primo album della band Murmur (1983).
Il brano compare nella colonna sonora del telefilm The O.C. nel tredicesimo episodio della quarta stagione, La forza del destino.

## Il singolo
Il singolo del brano è stato pubblicato solo in Europa.

### Tracce
1. Talk About the Passion - 3:24
2. Shaking Through - 4:30
3. Carnival of Sorts (Boxcars) - 3:55
4. 1,000,000 - 3:07